# 広橋真光
広橋 真光（ひろはし ただみつ、明治35年（1902年）12月11日 - 平成9年（1997年）5月21日）は、昭和時代の華族（伯爵）・内務官僚。近衛文麿・東條英機両首相の秘書官を務める。戦後、千葉県知事を1か月だけ務めた。

## 来歴・人物

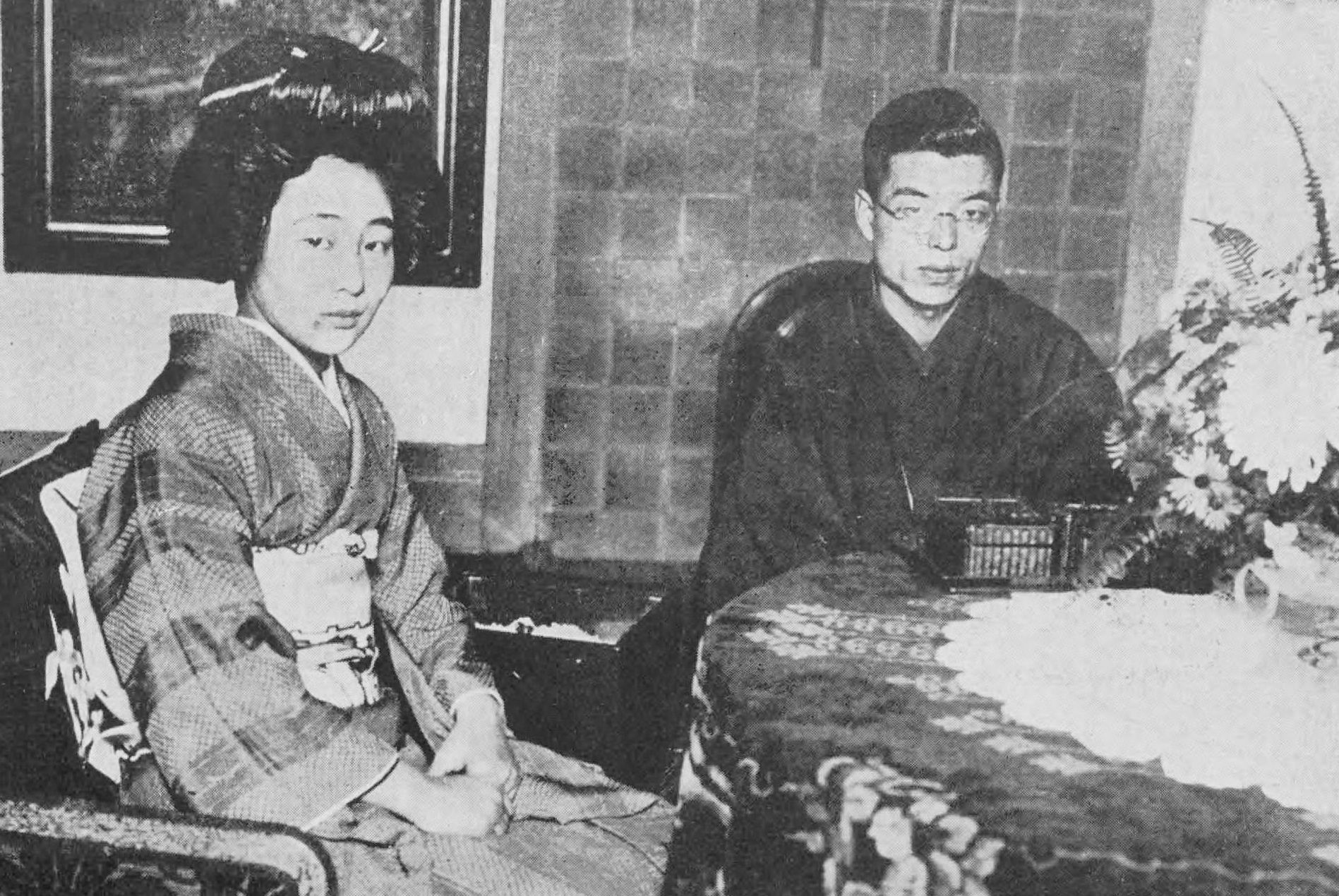
新婚時代の広橋夫妻

明治35年（1902年）、伯爵・広橋賢光の嫡男として誕生。明治43年（1910年）、襲爵。大正15年（1926年）に東京帝国大学を卒業し、翌年内務省に入省する。この年の12月2日、梨本宮家から規子女王が降嫁する。昭和15年（1940年）、近衛文麿首相の元で内閣総理大臣秘書官を務め、次の東條内閣でも留まった。
昭和22年（1947年）、千葉県知事・小野哲が突如参議院選挙への出馬を表明して辞任したために同県知事に転じる。翌月には新憲法の元で公選による県知事が決定するまでの38日間職務にあたった。
その後は特別調達庁横浜局長などを務め、退官後は企業の取締役や「東條内閣総理大臣機密記録」（東京大学出版会）の編集事業に携わった。また、昭和25年（1950年）に行われた第2回参議院議員通常選挙に自由党公認で全国区から立候補するが落選している。

## 栄典
- 1945年（昭和20年）2月15日 - 従三位[3]

## 家族
- 父：広橋賢光（1855 - 1910）- 貴族院伯爵議員。
- 母：広橋きく（? - 1925）
- 妻：規子女王（1907 - 1985）- 梨本宮守正王の第2王女。
  - 長女：樹勢子（1929 - ）- 中村浩三の妻。
  - 次女：万僖子（1931 - ）- 平井忠夫の妻。
  - 長男：興光（1933 - ）- 広橋家第33代当主。
  - 三女：万寿子（1936 - 1957）
  - 次男：徳光（1936 - 1937）
  - 三男：儀光（1939 - ）- 外祖父・梨本宮守正王の養子となり梨本姓を名乗るも離縁。